# Lundergård
Lundergård var i middelalderen en hovedgård, som 1375 pantsattes af væbneren Peder Stur, der førte tre sværd i sit våben og endnu nævnes 1394, samt væbner Sivert Jensen til ridderen hr. Niels Strangesen (Bild). Dengang angav man gårdens beliggenhed til det siden nedlagte Kristi Sogn i Vennebjerg Herred, siden kom den under Sankt Hans Sogn. 
1401 skødede Peder Sturs efterleverske Gyde gården med alt dens tilliggende til dronning Margrethe 1. Samme år skødede Elene Buggesdatter, enke efter marsk og ridder hr. Kristian Vendelbo (død senest 1401) samme gård til dronningen; muligvis har begge haft rettigheder til den. (Der findes to dokumenter udgivet i Diplomatarium Danicum, det første udstedt i Randers 1401 15. juli kan læses her, det andet udstedt i Aalborg 19. juli her.)
I 1688 havde Lundergård 10,64 tønder hartkorn med 78 tønder land under plov. 1783 ejedes den af proprietær Christian Svendsen, hvis søn, den stænderdeputerede Niels Christensen (død 1855) senere ejede den, ligesom dennes svoger Lars Peter Haugaard (død 1849). Sidstnævntes datter bragte ved ægteskab gården til købmand Frederik Ferdinand Ifversen, Hjørring (død 1876). Deres søn Laurits Peter Ifversen ejede siden Lundergård der nu havde 19 1/4 tønder hartkorn. 1907 solgtes den for 225.000 kroner til et konsortium til udstykning; derefter bortsolgtes mere end halvdelen af Lundergårds jord til et teglværk, et gartneri, en planteskole, en gård (22 hektar) og et husmandsbrug (11 hektar). Ifversen byggede i 1908 sin aftægtsbolig i udkanten af Hjørring, som han kaldte "Vest". Den ligger stadig på Ifversensvej 16.
Engang i 1970'erne brændte gården ned og stod tom i mange år. I dag er der bygget boliger på stedet ikke langt fra Hjørring elværk. Siden kom gården til at lægge navn til folkeskolen Lundergårdskolen i Hjørrings vestlige del.